# Aboobakar Augustin
Aboobakar Augustin (sinh ngày 28 tháng 9 năm 1983) là một cầu thủ bóng đá người Mauritius hiện tại thi đấu cho Cercle de Joachim ở Mauritian League ở vị trí thủ môn.

## Sự nghiệp

### Sự nghiệp chuyên nghiệp
Augustin bắt đầu sự nghiệp chuyên nghiệp năm 2008 cùng với Savanne SC. Năm 2011, anh chuyển đến Petite Rivière Noire SC. Năm 2013, anh chuyển đến câu lạc bộ tại Giải bóng đá ngoại hạng Mauritius Cercle de Joachim.

### Sự nghiệp quốc tế
Augustin có 5 lần khoác áo Mauritius kể từ năm 2009.